# Bryan Caplan
Bryan Caplan (Northridge, 8 de abril de 1971) é um economista estadunidense. Ele atua como professor de economia na Universidade George Mason, pesquisador do Mercatus Center, acadêmico adjunto do Instituto Cato e colaborador frequente do Freakonomics, além de publicar em seu próprio blog, o EconLog. Ele é um libertário econômico auto-descrito. A maior parte da obra acadêmica de Caplan está na economia comportamental e pública, especialmente na teoria da escolha pública.

## Biografia
Caplan detém um B.A. em economia pela Universidade da Califórnia em Berkeley (1993) e um Ph.D. na mesma área pela Universidade de Princeton (1997). Sua tese é intitulada "Três ensaios sobre a economia comportamental do governo". Em sua vida pessoal, Caplan é casado com Corina Caplan e tem quatro filhos, atualmente reside em Oakton, Virgínia.

## Obras

### The Myth of the Rational Voter
The Myth of the Rational Voter: Why Democracies Choose Bad Policies, publicado em 2007, desenvolve ainda mais o conceito de "irracionalidade racional" da escrita acadêmica anterior de Caplan. Ele se baseia fortemente na Pesquisa de Americanos e Economistas sobre a economia ao argumentar que os eleitores têm sistematicamente preconceitos sobre muitos tópicos econômicos importantes. Caplan escreve que a irracionalidade racional é uma explicação para o fracasso da democracia. O livro foi revisado na imprensa popular, incluindo The Wall Street Journal, The New York Times, e The New Yorker, bem como em publicações acadêmicas como o Journal of Libertarian Studies, Public Choice, Libertarian Papers, e The Independent Review. Recebeu uma crítica depreciativa de Rupert Read, contribuinte do European Review.

### Selfish Reasons to Have More Kids
Em 2011, Caplan publicou o livro Selfish Reasons to Have More Kids argumentando que as pessoas muitas vezes enfrentam dificuldades na criação dos filhos e, como resultado, limitam-se a não ter mais filhos. O livro de Caplan tenta estimular os pais a relaxar em relação à criação dos filhos e argumenta que, como os custos percebidos (em termos de despesas e esforços) de ter filhos caíram, fazia sentido ter mais filhos com base na teoria básica de oferta e demanda. O livro foi revisado no The Wall Street Journal. O livro também foi revisado pelo The Guardian, RealClearMarkets, e pelo Washington Times. O livro também o levou à debates patrocinados pelo The Wall Street Journal e The Guardian. Este último fez com que Caplan debatesse com Amy Chua, a "Tiger Mom", sobre os méritos do estilo parental rígido. O livro também foi destaque em uma reportagem na Rádio Pública Nacional. O livro foi descrito pela Kirkus Reviews como "Inconsistente e pouco convincente".

## Visões

### Fronteiras abertas
Caplan foi citado como um dos principais proponentes das fronteiras abertas em artigos do The Atlantic e Vox. Ele também foi citado em outras publicações sobre imigração de imprensa como Huffington Post e Time. Na edição de inverno de 2012 do periódico Cato Journal, Caplan publicou um artigo intitulado "Por que deveríamos restringir a imigração?", no qual ele defende a abertura moral e econômica ao abordar várias objeções à sua posição com soluções práticas.
Caplan e o cartunista Zach Weinersmith estão trabalhando no romance gráfico "Open Borders: The Science and Ethics of Immigration", que deve ser lançado no segundo semestre de 2019.

### Anarcocapitalismo
As visões de anarcocapitalismo de Caplan foram discutidas por Brian Doherty em seu livro Radicals for Capitalism e na revista Reason. Uma crítica frequente a Caplan é uma afirmação de que ele se envolveu no negacionismo histórico afirmando que os anarcocapitalistas têm uma reivindicação melhor sobre a história do pensamento anarquista do que os anarquistas de esquerda tradicionais. Apesar disso, Caplan criticou um dos exemplos mais notáveis de uma sociedade inspirada no anarquismo, a Catalunha revolucionária durante a Guerra Civil Espanhola, em um ensaio intitulado "The Anarcho-Statists of Spain."